# Austrofossombronia
Austrofossombronia es un género de hepáticas perteneciente a la familia Fossombroniaceae. Comprende 5 especies descritas y de estas, solo 3 aceptadas.

## Taxonomía
Austrofossombronia fue descrita por Rudolf M. Schuster y publicado en Hikobia 11: 441. 1994. La especie tipo es: Austrofossombronia marionensis R.M. Schust.

## Especies
- Austrofossombronia australis (Mitt.) R.M. Schust.
- Austrofossombronia marionensis R.M. Schust.
- Austrofossombronia peruviana (Gottsche & Hampe) R.M. Schust. ex Crand.-Stot., Stotler & A. V. Freire